# Therapy?
A Therapy? egy ír rockegyüttes. 1989-ben alakultak Larne-ban. Az együttes egy jótékonysági fesztiválról indult, ott fedezték fel egymást a tagok. Alternatív metal, alternatív rock, punk és grunge műfajokban játszanak, pályafutásuk kezdetén még a noise rock műfajában is jelen voltak.
Első nagylemezük 1991-ben jelent meg, sikereket főleg a kilencvenes években értek el. Lemezkiadóik: Wiiija, A&M Records, Ark 21, Spitfire Records, Blast Records, Amazing Record Co., Marshall Records (a Marshall erősítő-márka lemezkiadó leányvállalata). A nevük végén szereplő kérdőjel léte megalakulásuk óta talánynak számít. A leginkább elterjedt magyarázat a "nagyon mély értelem" jelenléte és az emberekben felvetül a kérdés, hogy "do you need therapy?" (Van szükséged terápiára?).
2018 májusában új stúdióalbumot is megjelentettek.

## Tagok
- Andy Cairns - ének gitár (1989-)
- Michael McKeegan - basszusgitár, vokál (1989-)
- Neil Cooper - dobok (2002-)

Korábbi tagok
- Fyfe Ewing - ének, dobok (1989-1996)
- Graham Hopkins - dobok, vokál (1996-2001)
- Martin McCarrick - gitár, cselló, vokál (1996-2004)

## Diszkográfia
- Babyteeth (1991)
- Pleasure Death (1992)
- Nurse (1992)
- Troublegum (1994)
- Infernal Love (1995)
- Semi-Detached (1998)
- Suicide Pact - You First (1999)
- Shameless (2001)
- High Anxiety (2003)
- Never Apologise Never Explain (2004)
- One Cure Fits All (2006)
- Crooked Timber (2009)
- A Brief Crack of Light (2012)
- Disquiet (2015)
- Cleave (2018)